# Lukas Podolski
Lukas Josef Podolski (urodzony jako Łukasz Józef Podolski; ur. 4 czerwca 1985 w Gliwicach) – niemiecki piłkarz pochodzenia polskiego, występujący na pozycji napastnika w m.in. polskim klubie Górnik Zabrze.
W latach 2004–2017 reprezentant Niemiec. Mistrz Świata z 2014, dwukrotny brązowy medalista mistrzostw Świata (2006, 2010), srebrny medalista mistrzostw Europy z 2008, a także brązowy medalista Pucharu Konfederacji 2005. Ze 130 występami zajmuje trzecie miejsce pod względem liczby występów w reprezentacji Niemiec, jako zdobywca 49 goli jest trzecim najlepszym strzelcem w historii niemieckiej drużyny narodowej.
Profesjonalną karierę rozpoczął w barwach niemieckiego 1. FC Köln, gdzie trafił w 1993. W pierwszym zespole zadebiutował w 2003, jako osiemnastolatek i w ciągu trzech sezonów rozegrał dla klubu 85 meczów strzelając 51 goli. W 2006 trafił do Bayernu Monachium, z którym w 2008 sięgnął po krajowy dublet, mistrzostwo Niemiec oraz Puchar Niemiec. W 2009 powrócił do 1. FC Köln, aby trzy lata później dołączyć do Arsenalu, z którym w 2014 zdobył Puchar Anglii. W 2015 w ramach wypożyczenia występował we włoskim Interze Mediolan. Następnie trafił do tureckiego Galatasaray SK, gdzie w 2016 zdobył Puchar Turcji. W latach 2017–2019 występował w japońskim Vissel Kobe, natomiast w sezonie 2020/2021 w tureckim Antalyasporze. W 2021 został zawodnikiem Górnika Zabrze.
W większości klubów, w których występował znany był pod pseudonimem Poldi, a w Niemczech od 18. roku życia także jako Prinz Poldi (Książę Poldi).

## Życie prywatne
Zainteresowanie futbolem zaszczepił w młodym Łukaszu jego ojciec Waldemar Podolski, który w przeszłości również grał zawodowo w piłkę nożną w takich klubach jak Górnik Knurów, ROW Rybnik i Szombierki Bytom (w 1980 roku zdobył z tą drużyną mistrzostwo Polski). Jego matka, Krystyna grała w piłkę ręczną w klubie Sośnica Gliwice , z którym zdobyła mistrzostwo Polski.
Do Niemiec przeprowadził się z rodzicami w 1987 roku. Pomimo tego, że od drugiego roku życia mieszkał w Niemczech, zachował silne więzi z Polską (szczególnie z Górnym Śląskiem, gdzie mieszka jego rodzina i z którą utrzymywał kontakt).
11 czerwca 2011 roku w kościele parafialnym w Kamionnej zawarł związek małżeński z Moniką Puchalską. Na ceremonii obecny był syn Podolskich – Louis (ur. 14 kwietnia 2008). 6 czerwca 2016 roku urodziło się drugie dziecko Podolskich – córka Maya. 20 stycznia 2023 roku urodziło się trzecie dziecko Podolskich – córka Ella.
Ma wykształcenie średnie zawodowe.
Jest wiernym kibicem polskiego klubu piłkarskiego Górnik Zabrze, w którym chciał zakończyć piłkarską karierę. Od lipca 2021 roku występuje w tym klubie na pozycji napastnika z numerem 10.
Na 10 października 2024 r. zaplanowano uroczyste pożegnanie Lukasa Podolskiego, z jego niemieckim klubem, którego był wychowankiem - FC Köln.
W tym meczu, po raz pierwszy w historii, wystąpił w barwach Górnika Zabrze, wspólnie ze swoim 16-letnim synem - Louisem Podolskim.
20 października 2024 r. w meczu przeciwko Stali Mielec rozegrał 100. mecz w barwach Górnika Zabrze. Od 15 marca 2025 jest 3. najstarszym strzelcem bramki w historii polskiej Ekstraklasy. Tego dnia rozegrał też swój 107. oficjalny mecz w barwach Górnika Zabrze.
24 maja 2025 r. poinformowano, że Lukas Podolski przedłużył kontrakt z Górnikiem Zabrze, do końca czerwca 2026 roku.

## Wybór reprezentacji
Według nowych zliberalizowanych przepisów FIFA piłkarz, który wystąpił w młodzieżowej reprezentacji narodowej, zachował ciągle prawo wyboru dorosłej reprezentacji narodowej. Warunkiem jest podwójne obywatelstwo podczas pierwszego meczu w reprezentacji młodzieżowej. Podczas pierwszego występu w niemieckiej kadrze narodowej juniorów U-17 Łukasz miał paszport niemiecki. Zgodnie z art. 34 Konstytucji RP jest on również obywatelem Polski, gdyż nigdy nie zrzekł się posiadanego od urodzenia polskiego obywatelstwa.
Na łamach Tempa w wydaniu z 18 grudnia 2003 roku zadeklarował swoje chęci grania w polskiej reprezentacji. Trener Edward Klejndinst kilkukrotnie odbywał z nim rozmowy telefoniczne, podczas których piłkarz potwierdzał chęci gry dla biało-czerwonych.
Jak twierdzi sam Łukasz Podolski, nikt nie złożył mu propozycji grania w biało-czerwonych barwach, gdy miał jeszcze możliwość zdecydowania się na grę w polskiej reprezentacji.
Niemiecki dziennik Bild 5 lutego 2004 roku zamieścił artykuł o tym, że „Polacy chcą ukraść Podolskiego”, zamieszczając zdjęcie Podolskiego przymierzającego koszulkę polskiej reprezentacji.
Trener niemieckiej reprezentacji Rudi Völler ogłosił 22-osobową kadrę na piłkarskie Mistrzostwa Europy 2004 w Portugalii bez Podolskiego. Pozostawił jednak 23. miejsce wolne dla piłkarza U-21. Wyglądało na to, że trener zastanawia się pomiędzy dwoma młodymi piłkarzami – Podolskim i Schweinsteigerem.
31 maja 2004 roku trener Rudi Völler po meczu ze Szwecją powołał Podolskiego do reprezentacji seniorów. Zadebiutował on w niej 6 czerwca 2004 roku w meczu z Węgrami, co uprawomocniło jego wybór reprezentacji.

## Kariera piłkarska
Podolski rozpoczynał swoją karierę w zespole FC 07 Bergheim, gdzie grał w latach 1991–1995. W 1995 przeniósł się do 1. FC Köln, gdzie występował do 2006. Od 1 lipca 2007 do 30 czerwca 2009 był zawodnikiem Bayernu Monachium.
Wraz z kadrą niemiecką brał udział w turniejach finałowych Euro 2004 i Euro 2008 oraz w Pucharze Konfederacji w 2005.
Jako członek niemieckiej kadry na Mundialu 2006, zdobył bramkę w meczu z Ekwadorem oraz dwie bramki w meczu ze Szwecją w 1/8 finałów. Został wybrany najlepszym piłkarzem młodego pokolenia na tym mundialu.
Na Mistrzostwach Europy 2008 zdobył dwie bramki w meczu z Polską (w 20. i 72. minucie spotkania) i bramkę w meczu z Chorwacją (w 79. minucie), miał też dwie asysty. Został wybrany przez Komisję Techniczną UEFA do drużyny turnieju.
W styczniu 2009 uzgodnił warunki kontraktu z 1. FC Köln, zgodnie z którym od 1 lipca 2009 był zawodnikiem drużyny, w której występował przed przejściem do Bayernu Monachium.
Pod koniec kwietnia 2012 podpisał kontrakt z angielskim Arsenalem, który zaczął obowiązywać od sezonu 2012/2013.
17 czerwca 2012 Podolski został najmłodszym Europejczykiem, który zaliczył 100 oficjalnych występów dla reprezentacji narodowej - miał wtedy 27 lat i 13 dni. 29 maja 2013 ustanowił rekord najszybszego gola w reprezentacji, strzelając w 9. sekundzie towarzyskiego spotkania z Ekwadorem.
W styczniu 2015 trafił na półroczne wypożyczenie do Interu Mediolan. Po skończonym sezonie 2014/2015 podpisał kontrakt z tureckim Galatasaray. Umowa miała obowiązywać do 2018, a kwota zapłacona Arsenalowi wyniosła 4 miliony euro.
15 sierpnia 2016 ogłosił zakończenie kariery reprezentacyjnej. Mecz pożegnalny Podolskiego został rozegrany 22 marca 2017, a rywalem była Anglia. Podolski był w tym meczu kapitanem niemieckiej kadry i strzelił zwycięskiego gola w 69. minucie.
W marcu 2017 podpisał kontrakt z Vissel Kobe, do którego trafił po zakończeniu sezonu 2016/2017.
6 lipca 2021 został piłkarzem Górnika Zabrze, któremu kibicuje od dziecka. 21 listopada 2021 w wygranym 3:2 meczu przeciwko Legii Warszawa strzelił swoją pierwszą bramkę w Ekstraklasie. W maju 2023 przedłużył kontrakt z Górnikiem o kolejne 2 lata.

## Statystyki

### Klubowe
(aktualne na dzień 17 marca 2023)
| Klub                | Sezon              | Liga               | Liga  | Liga   | Liga   | Puchary krajowe | Puchary krajowe | Puchary krajowe | Europa | Europa | Europa | Suma  | Suma   | Suma   |
| Klub                | Sezon              | Rozgrywki          | Mecze | Bramki | Asysty | Mecze           | Bramki          | Asysty          | Mecze  | Bramki | Asysty | Mecze | Bramki | Asysty |
| ------------------- | ------------------ | ------------------ | ----- | ------ | ------ | --------------- | --------------- | --------------- | ------ | ------ | ------ | ----- | ------ | ------ |
| 1. FC Köln II       | 2002/2003          | Regionalliga Nord  | 1     | 0      | 0      | –               | –               | –               | –      | –      | –      | 1     | 0      | 0      |
| 1. FC Köln II       | 2003/2004          | Regionalliga Nord  | 1     | 0      | 0      | –               | –               | –               | –      | –      | –      | 1     | 0      | 0      |
| 1. FC Köln          | 2003/2004          | Bundesliga         | 19    | 10     | 0      | 1               | 0               | 1               | –      | –      | –      | 20    | 10     | 1      |
| 1. FC Köln          | 2004/2005          | 2. Bundesliga      | 30    | 24     | 11     | 2               | 5               | 0               | –      | –      | –      | 32    | 29     | 11     |
| 1. FC Köln          | 2005/2006          | Bundesliga         | 32    | 12     | 7      | 1               | 0               | 0               | –      | –      | –      | 33    | 12     | 7      |
| Bayern Monachium    | 2006/2007          | Bundesliga         | 22    | 4      | 3      | 5               | 2               | 0               | 7      | 1      | 1      | 34    | 7      | 4      |
| Bayern Monachium    | 2007/2008          | Bundesliga         | 25    | 5      | 2      | 4               | 0               | 4               | 12     | 5      | 2      | 41    | 10     | 8      |
| Bayern Monachium II | 2007/2008          | Regionalliga Süd   | 2     | 0      | 0      | –               | –               | –               | –      | –      | –      | 2     | 0      | 0      |
| Bayern Monachium    | 2008/2009          | Bundesliga         | 24    | 6      | 7      | 3               | 1               | 0               | 4      | 2      | 1      | 31    | 9      | 8      |
| Bayern Monachium    | Łącznie            | Łącznie            | 71    | 15     | 12     | 12              | 3               | 4               | 23     | 8      | 4      | 106   | 26     | 20     |
| 1. FC Köln          | 2009/2010          | Bundesliga         | 27    | 2      | 4      | 4               | 1               | 2               | –      | –      | –      | 31    | 3      | 6      |
| 1. FC Köln          | 2010/2011          | Bundesliga         | 32    | 13     | 8      | 2               | 1               | 2               | –      | –      | –      | 34    | 14     | 10     |
| 1. FC Köln          | 2011/2012          | Bundesliga         | 29    | 18     | 7      | 2               | 0               | 2               | –      | –      | –      | 31    | 18     | 9      |
| 1. FC Köln          | Łącznie            | Łącznie            | 169   | 79     | 37     | 12              | 7               | 7               | –      | –      | –      | 181   | 86     | 44     |
| Arsenal             | 2012/2013          | Premier League     | 33    | 11     | 10     | 3               | 1               | 1               | 6      | 4      | 1      | 43    | 16     | 12     |
| Arsenal             | 2013/2014          | Premier League     | 20    | 8      | 4      | 4               | 3               | 0               | 3      | 1      | 1      | 27    | 12     | 5      |
| Arsenal             | 2014/2015          | Premier League     | 7     | 0      | 0      | 1               | 0               | 0               | 5      | 3      | 0      | 13    | 3      | 0      |
| Arsenal             | Łącznie            | Łącznie            | 60    | 19     | 14     | 8               | 4               | 1               | 14     | 8      | 2      | 83    | 31     | 17     |
| Inter Mediolan      | 2014/2015          | Serie A            | 17    | 1      | 3      | 1               | 0               | 1               | –      | –      | –      | 18    | 1      | 4      |
| Galatasaray SK      | 2015/2016          | Süper Lig          | 30    | 13     | 9      | 5               | 2               | 1               | 8      | 2      | 0      | 43    | 17     | 10     |
| Galatasaray SK      | 2016/2017          | Süper Lig          | 26    | 7      | 5      | 6               | 10              | 3               | –      | –      | –      | 32    | 17     | 8      |
| Galatasaray SK      | Łącznie            | Łącznie            | 56    | 20     | 14     | 11              | 12              | 4               | 8      | 2      | 0      | 75    | 34     | 18     |
| Vissel Kobe         | 2017               | J1 League          | 15    | 5      | 1      | 3               | 0               | 1               | –      | –      | –      | 18    | 5      | 2      |
| Vissel Kobe         | 2018               | J1 League          | 24    | 5      | 6      | 2               | 2               | 0               | –      | –      | –      | 26    | 7      | 6      |
| Vissel Kobe         | 2019               | J1 League          | 13    | 5      | 4      | 3               | 0               | 0               | –      | –      | –      | 16    | 5      | 4      |
| Vissel Kobe         | Łącznie            | Łącznie            | 52    | 15     | 11     | 8               | 2               | 1               | 0      | 0      | 0      | 60    | 17     | 12     |
| Antalyaspor         | 2019/2020          | Süper Lig          | 9     | 2      | 3      | 2               | 0               | 0               | –      | –      | –      | 11    | 2      | 3      |
| Antalyaspor         | 2020/2021          | Süper Lig          | 31    | 4      | 2      | 5               | 1               | 0               | –      | –      | –      | 36    | 5      | 2      |
| Antalyaspor         | Łącznie            | Łącznie            | 40    | 6      | 5      | 7               | 1               | 0               | 0      | 0      | 0      | 47    | 7      | 5      |
| Górnik Zabrze       | 2021/2022          | Ekstraklasa        | 27    | 9      | 4      | 3               | 0               | 0               | –      | –      | –      | 30    | 9      | 4      |
| Górnik Zabrze       | 2022/2023          | Ekstraklasa        | 22    | 5      | 7      | 2               | 2               | 0               | –      | –      | –      | 24    | 7      | 7      |
| Górnik Zabrze       | Łącznie            | Łącznie            | 49    | 14     | 11     | 5               | 2               | 0               | 0      | 0      | 0      | 54    | 16     | 11     |
| Łącznie w karierze  | Łącznie w karierze | Łącznie w karierze | 517   | 168    | 107    | 64              | 31              | 5               | 45     | 18     | 6      | 626   | 217    | 118    |

### Reprezentacyjne
| Niemcy |         |      |        |
| Rok    | Występy | Gole | Asysty |
| 2004   | 8       | 2    | 0      |
| 2005   | 12      | 8    | 3      |
| 2006   | 17      | 12   | 1      |
| 2007   | 7       | 2    | 2      |
| 2008   | 16      | 7    | 6      |
| 2009   | 9       | 6    | 4      |
| 2010   | 14      | 5    | 7      |
| 2011   | 12      | 1    | 0      |
| 2012   | 11      | 1    | 0      |
| 2013   | 5       | 2    | 1      |
| 2014   | 10      | 1    | 7      |
| 2015   | 5       | 1    | 0      |
| 2016   | 3       | 0    | 0      |
| 2017   | 1       | 1    | 0      |
| Razem  | 130     | 49   | 31     |

## Sukcesy

### 1. FC Köln
- Mistrzostwo 2. Bundesligi: 2004/2005

### Bayern Monachium
- Mistrzostwo Niemiec: 2007/2008
- Puchar Niemiec: 2007/2008
- Puchar Ligi Niemieckiej: 2007

### Arsenal
- Puchar Anglii: 2013/2014
- Tarcza Wspólnoty: 2014

### Galatasaray
- Puchar Turcji: 2015/2016
- Superpuchar Turcji: 2015, 2016

### Vissel Kobe
- Puchar Japonii: 2019

### Reprezentacyjne
- 1. miejsce na Mistrzostwach Świata 2014
- 3. miejsce na Mistrzostwach Świata 2006
- 3. miejsce na Mistrzostwach Świata 2010
- 2. miejsce na Mistrzostwach Europy 2008
- 3/4. miejsce na Mistrzostwach Europy 2012
- 3/4. miejsce na Mistrzostwach Europy 2016
- 3. miejsce na Pucharze Konfederacji 2005

### Indywidualne
- Król strzelców 2. Bundesligi: 2004/2005
- Najlepszy młody gracz Mistrzostw świata: 2006
- Srebrny But Mistrzostw Europy: 2008
- Najlepsza XI Mistrzostw Europy: 2008
- Drużyna sezonu Bundesligi według kicker: 2010/2011

## Działalność społeczna i pozasportowa

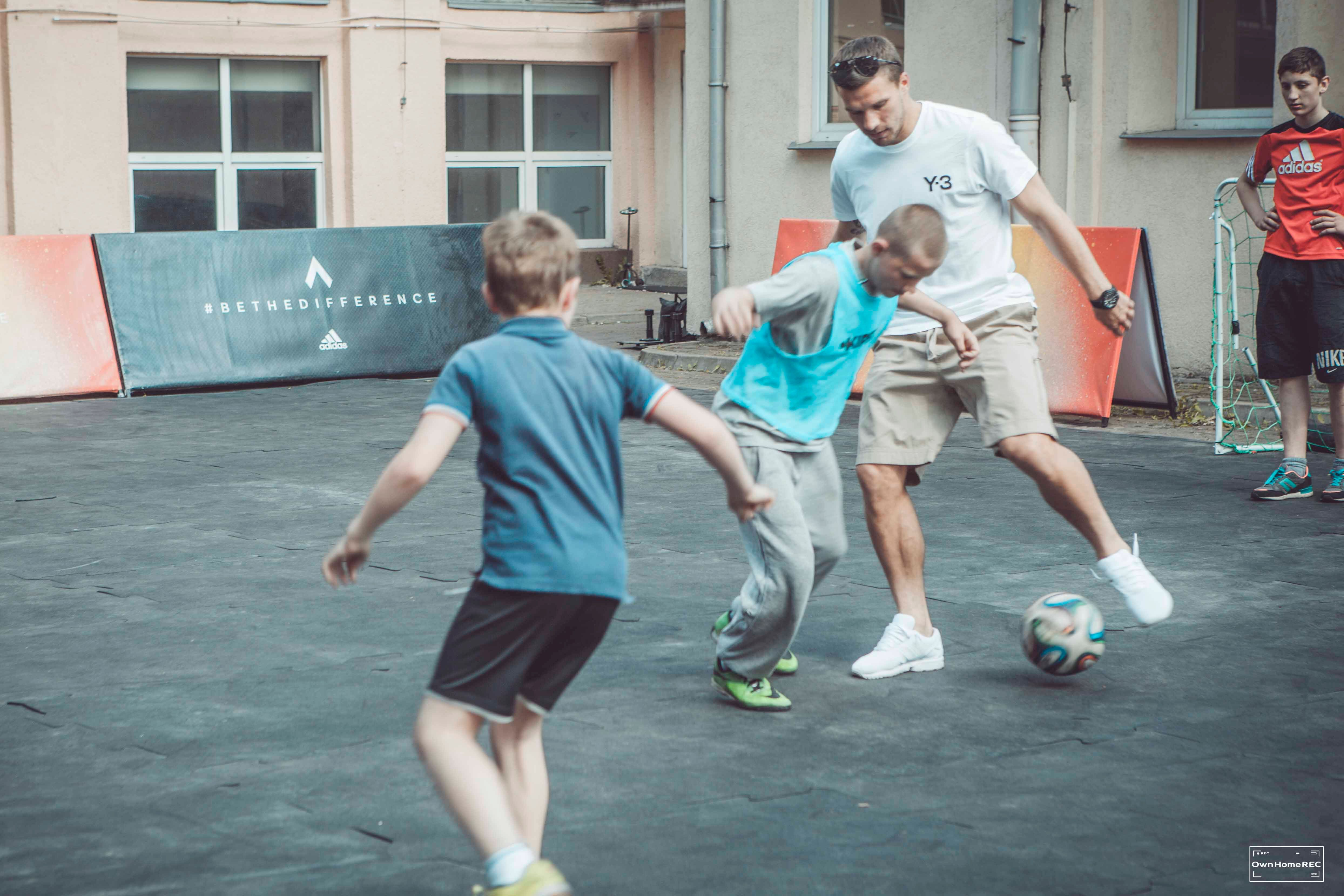
Lukas Podolski grający w piłkę z podopiecznymi fundacji Arka w Warszawie

Lukas Podolski jest założycielem fundacji Lukas Podolski Stiftung für Sport und Bildung, której celami działalności są: otwieranie nowych perspektyw przed dziećmi znajdującymi się w niekorzystnej sytuacji społecznej, wspieranie integracji i wzajemnego zrozumienia między ludźmi, promowanie włączenia społecznego oraz propagowanie sportu jako drogi do osiągnięcia tych celów. Jest także ambasadorem pomagającej dzieciom chrześcijańskiej organizacji Arka (Die Arche) i wspiera jej działania w ramach swojej fundacji.
19 maja 2014 piłkarz otworzył w Warszawie świetlicę dla dzieci „Arka”, której powstanie i funkcjonowanie (remont pomieszczeń, wyposażenie oraz wynagrodzenia czterech pracowników) są finansowane ze środków jego fundacji. Placówka znajduje się przy ul. Wojnickiej 4 na Pradze-Północ. Kolejne takie świetlice, w których dzieci – zwłaszcza te z najuboższych rodzin – znajdą miejsce do nauki i zabawy, mają powstać na Śląsku. Piłkarz zapowiedział także, że zamierza przyjeżdżać co jakiś czas w odwiedziny i grać tam z dziećmi w piłkę nożną.
W 2021 został jurorem niemieckiego programu typu talent show Das Supertalent nadawanego przez kanał RTL. Jest on tworzony na licencji brytyjskiego formatu Got Talent, który w Polsce znany jest jako Mam talent!.
We wrześniu 2024 przekazał 200 000 złotych na pomoc ofiarom powodzi w południowo-zachodniej Polsce.
12 październiku 2024 roku odwiedził w szpitalu kibica Górnika Zabrze, który został ciężko raniony nożem, w trakcie  potyczek kibiców Górnika Zabrze i FC Köln, do których doszło, przed jego pożegnalnym meczem w Kolonii. Kibic otrzymał w prezencie, pamiątkową koszulkę  FC Köln, w której Lukas Podolski, grał w tym meczu.
9 listopada 2024 roku, podczas rozgrywanego we Wrocławiu meczu Śląsk Wrocław - Górnik Zabrze, otrzymał od kibiców Śląska Wrocław, podziękowania za swoją bezinteresowną pomoc finansową dla ofiar powodzi.

## Odznaczenia
- Srebrny Liść Laurowy (2006[46], 2010[46], 2014[47])